# Tlaloc

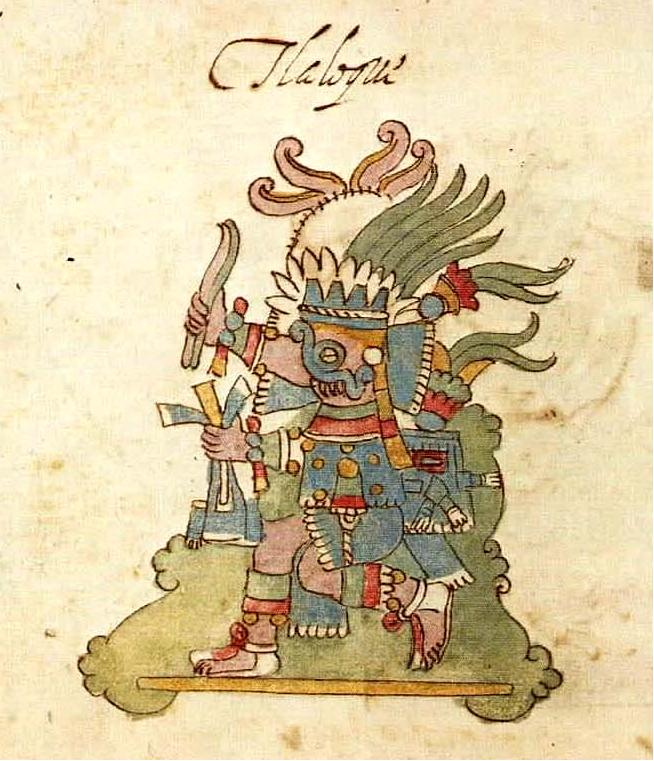
Tlaloc

Tlaloc (v nahuatl „nápoj země“ nebo „kdo napájí zem“), někdy nazýván také Atonal (Duch vody) nebo Tlalocanteuhtli (Pán Tlalocanu), byl jeden z nejdůležitějších bohů všech Aztéků. Vládl padající vodě, tj. dešti, a za manželku měl Chalchiuhtlicue, vládkyni vody stojaté a tekoucí. Tlalocovi byla zasvěcena svatyně na vrcholu pyramidy Hlavního chrámu v Tenochtitlánu vedle svatyně dalšího důležitého aztéckého boha Huitzilopochtliho.
Býval zpodobňován s čelenkou z volavčího peří, tesáky, vykulenýma očima a s posvátnou pokřivenou holí, jíž působil blesky a hromy.
Aztékové Tlalocovi obětovali obrovské množství lidských obětí a během oslav na jeho počest se vždy očisťovali v parních lázních. Někdy týrali malé děti, aby svými slzami přivolaly déšť a jako božského posla uctívali ropuchu. Bůh se staral o utonulé, nemocné trpící vodnatelností, dnou a kožními nemocemi. Ti byli určeni po smrti Tlalocovi, a proto pohřbíváni rovnou do země, ne spáleni, jak bylo tehdejším zvykem.